# Unités burkinabè de la MINUSMA
Des soldats des forces armées du Burkina Faso sont déployés au sein de la MINUSMA. Le Burkina Faso est le plus gros contributeur à la mission. Les soldats appartiennent souvent aux meilleurs éléments de l'armée burkinabè.

## Bataillon Badenya

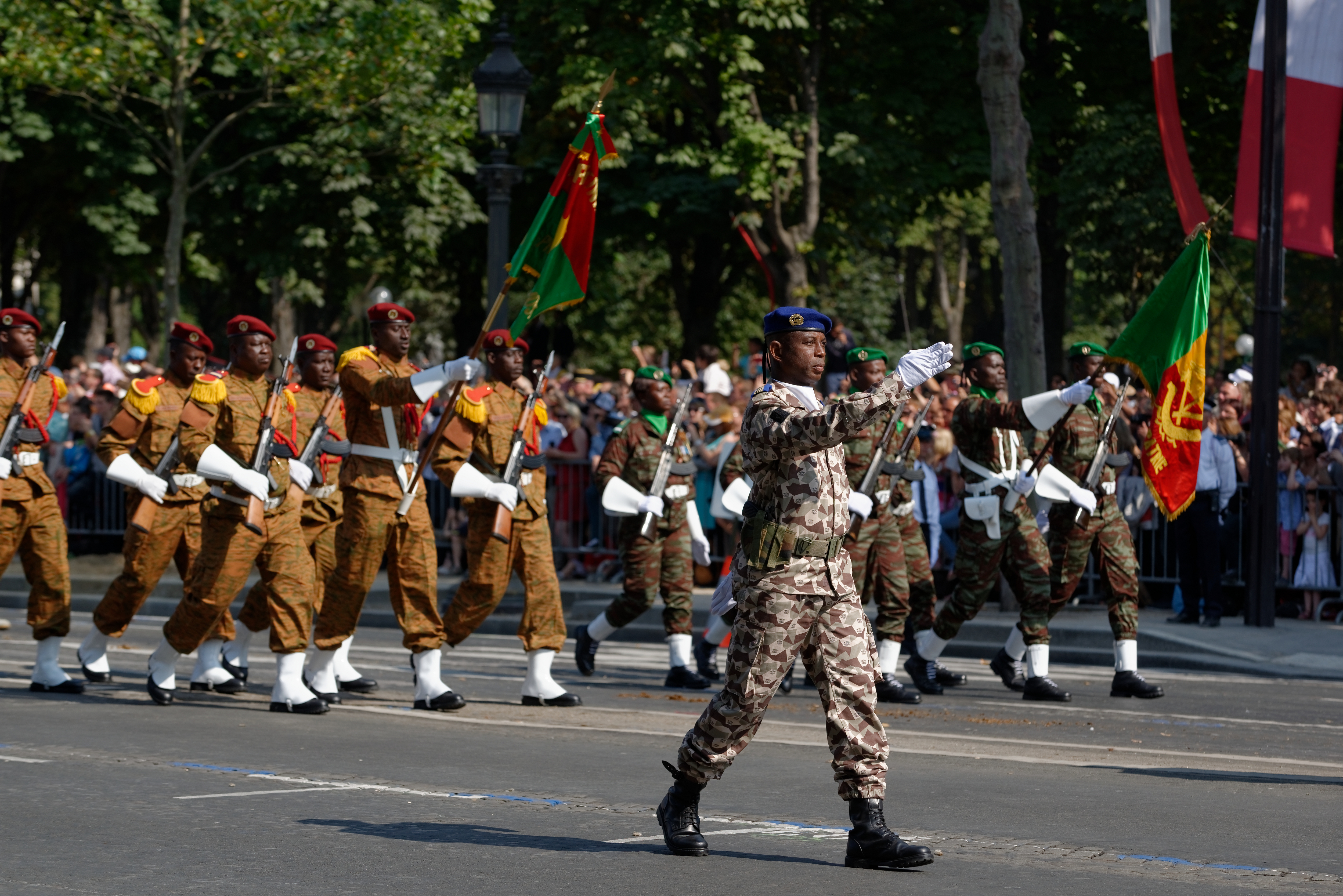
Soldats burkinabè de la MISMA (à gauche) défilant le 14 juillet 2013 sur les Champs-Élysées.

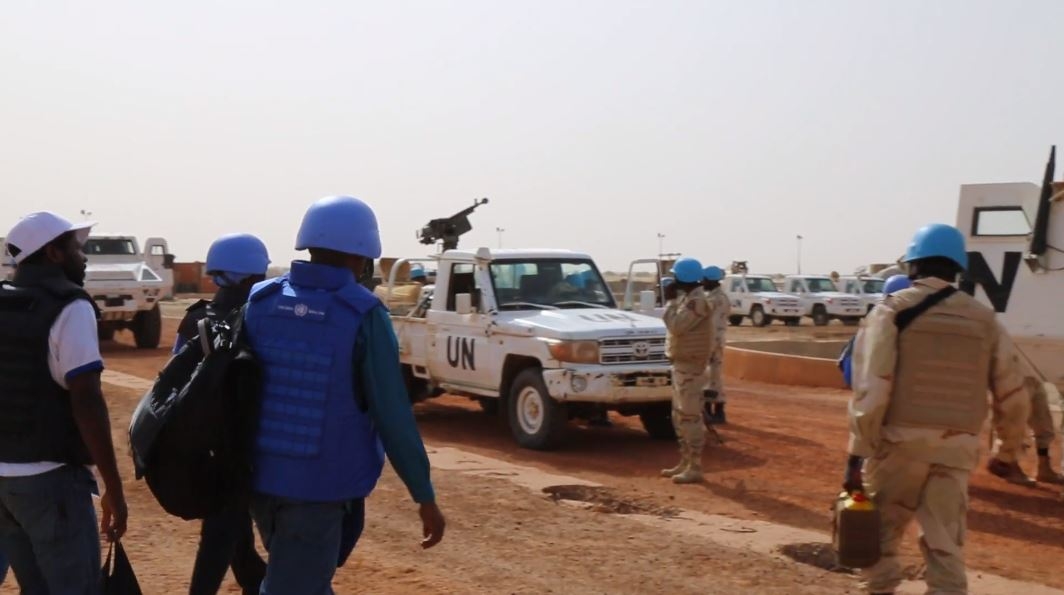
Soldats burkinabè à Ber en janvier 2017.

Le bataillon Badenya (fraternité en bamana) est déployé à Tombouctou et à Ber. Il est parfois nommé BFA BAT 1. Initialement déployé à Diabaly dans le cadre de la MISMA, il rejoint ensuite Gao et Tombouctou après la création de la MINUMA. Jusqu'en 2017, la protection de l'aéroport de Tombouctou est une des missions par l'unité, avant qu'elle ne soit remplacée par une compagnie d'infanterie ivoirienne bien que les soldats burkinabè soient toujours chargés de la défense de l'entrée du « super camp » de la MINUSMA près de l'aéroport. Ils seront en première ligne lors de l'attaque de Tombouctou en avril 2018. Les soldats de Badenya sont également chargés de la défense du mécanisme opérationnel de coordination. Le détachement déployé à Ber repousse une attaque en octobre 2018. Le bataillon est visé lors de l'embuscade de Takoumbaout en juillet 2015 lorsque les soldats reviennent à leur base. Le bataillon est enfin chargé de l'escorte de nombreux convois dans la région et maintient prête une quick reaction force (en).
| Nom du bataillon | Dates                     | Chef de corps                    | Effectif | Nombre de tués |
| ---------------- | ------------------------- | -------------------------------- | -------- | -------------- |
| Badenya 1        | janvier 2013-février 2014 | Jules Bationo                    | 850      | 2              |
| Badenya 2        | janvier 2014-février 2015 | Yves Patrick Ouédraogo           | 850      | 5              |
| Badenya 3        | janvier 2015-janvier 2016 | Gilles Bationo                   | 850      | 6              |
| Badenya 4        | janvier 2016-janvier 2017 | Claude Alain Kaboré              | 850      |                |
| Badenya 5        |                           |                                  |          | 1              |
| Badenya 6        |                           | Elie Tarpaga puis Cyprien Kaboré | 850      | 3,             |
| Badenya 7        | janvier 2019-             |                                  |          |                |

Pour permettre à l'armée burkinabè de mieux faire face aux attaques sur son propre sol, le bataillon Badenya 7 ne sera pas remplacé et une partie de son matériel sera probablement cédée au bataillon Gondaal.

## Bataillon Gondaal

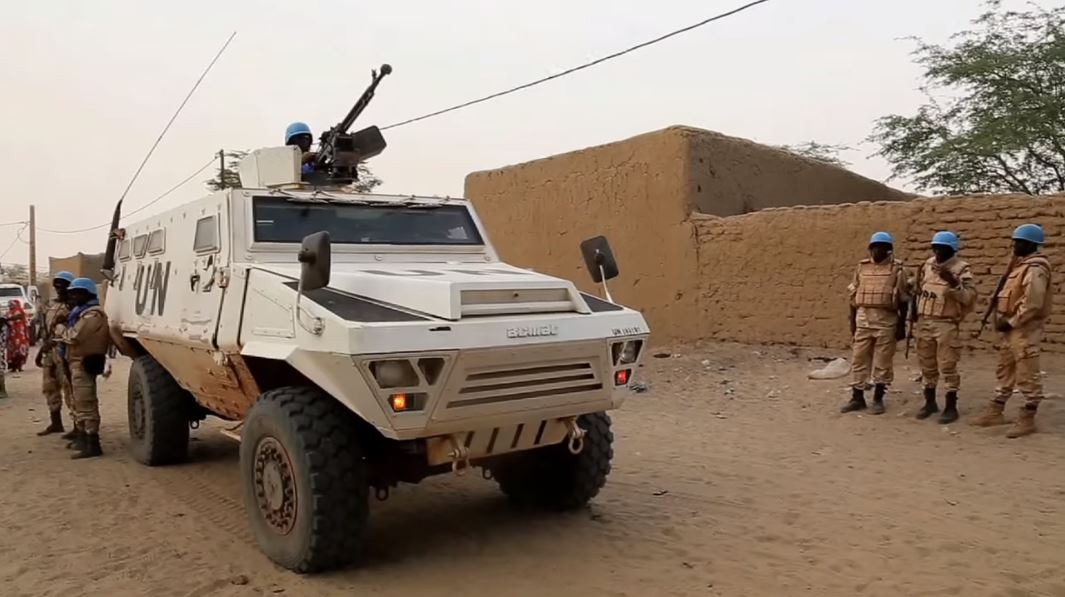
Blindé ACMAT Bastion du bataillon burkinabè déployé dans le cercle de Goundam en avril 2015.

Le bataillon Gondaal (bonne entente en fulfulde) est déployé à Diabaly depuis 2015, avec des détachements à Léré et à Goundam. Il est parfois désigné BFA BAT 2. En septembre 2017, le camp de Léré est rétrocédé aux forces maliennes du G5 Sahel.
| Nom du bataillon | Dates         | Chef de corps     | Effectif | Nombre de tués |
| ---------------- | ------------- | ----------------- | -------- | -------------- |
| Gondaal 1        | juillet 2015- | Sié Rémi Kambou   | 850      |                |
| Gondaal 2        | juillet 2016  | Pierre Ouédraogo- | 850      |                |
| Gondaal 3        |               |                   |          | 1              |
| Gondaal 4        |               | Jean Ouédraogo    |          |                |

## Autres unités
140 gendarmes sont déployés à Gao en juin 2016 sous le commandement de Kanou Coulibaly au sein du 31e escadron de maintien de la paix. Ils sont relevés par 140 nouveaux gendarmes en juillet 2017. Un officier de police burkinabé se suicide le 3 mars dans son bureau à Gao.

## Équipement
Les pelotons du bataillon Badenya sont équipés de fusils Zastava M70 et mitrailleuses Zastava M84 serbes, ainsi que de lance-roquettes RPG-7. L'armement plus lourd est constitué de mitrailleuses lourdes DShK et ZPU-2 et de mortiers de 81 et 120 mm dans la compagnie d'appui. Le bataillon est motorisé sur pick-ups Toyota Land Cruiser, camions Ural-4320 et 30 blindés ACMAT Bastion. L'équipement s'use rapidement à cause des nombreux déplacements des Burkinabè.